# Spatholirion
Spatholirion là một chi thực vật có hoa trong họ Commelinaceae.